# Cornelius Vanderbilt IV
Cornelius Vanderbilt IV (Staten Island, 30 april 1898 – aldaar, 7 juli 1974), roepnaam Neil, was een lid van de steenrijke Amerikaanse familie van Nederlandse afkomst Vanderbilt. Hij werkte in de wereld van de tijdschriften en bladen, maar is vooral bekend als schrijver onder de naam Cornelius Vanderbilt Jr.
Hij was de enige zoon van Cornelius Vanderbilt III en Grace Wilson en bezocht de Harstrom's Tutoring School and St. Paul's toen hij een jonge man was, daarna diende hij in de Ambulance Dienst van het Amerikaanse leger tijdens de Eerste Wereldoorlog waarbij hij chauffeur-soldaat werd toen een generaal vroeg wie er een Rolls Royce zou kunnen besturen. Hij nam tijdens de Tweede Wereldoorlog dienst als majoor. Tot spijt van zijn ouders besloot hij daarna definitief journalist/schrijver te worden. Juist zijn ouders stonden vaak in de krant en beschouwden daarom de pers als een inbreuk op hun privacy. Hij werkte als een stafmedewerker van de New York Herald en later The New York Times. Hij werd door zijn ouders om deze reden als een bohemien beschouwd en lag vaak met hen overhoop.
In de vroege jaren van 1920 probeerde Vanderbilt meerdere kranten en bladen op te zetten, waaronder Los Angeles Illustrated Daily News, de San Francisco Illustrated Daily Herald en de Miami Tab. Ondanks de hoogste standaards en journalistieke kwaliteit duurde dit avontuur slechts twee en half jaar. Zijn firma Vanderbilt Inc. stopte toen het verlies was opgelopen tot het voor die tijd zeer hoge bedrag van $6 miljoen (dat hij deels geleend had van zijn ouders). Vanderbilt ging daarna aan de slag als redacteur bij de New York Daily Mirror. Naast zijn memoires Farewell to Fifth Avenue schreef hij ook andere boeken waaronder een biografie over zijn moeder als Queen of the Golden Age.
Vanderbilts eerste huwelijk was in 1920 met Rachel Littleton, dat in 1927 eindigde in een echtscheiding. Hij trouwde zes keer, waaronder met Helen Varner. 
Vanderbilt woonde in Reno, Nevada en bleef op latere leeftijd schrijven en commentaar geven op het wereldgebeuren. Hij was een sterke supporter van de net gestichte staat Israël.